# Darcy
Darcy (skrót: D) – niestandardowa jednostka przepuszczalności ośrodków porowatych, powszechnie stosowana w przemyśle naftowym i geologii. Jej odpowiednikiem w standardowym układzie jednostek (SI) jest metr kwadratowy (m²).
Przepuszczalność jest to miara zdolności ośrodka porowatego (np. gleby lub złoża roponośnego) do transportu (przepuszczania) płynów. Definicja darcy opiera się na formule Darcy’ego.

## Definicja
Ośrodek porowaty ma przepuszczalność 1 darcy, jeżeli jednoskładnikowy płyn o lepkości dynamicznej 1 centypuaza (1 cP) całkowicie wypełniający pustą przestrzeń ośrodka będzie przezeń przepływał (w poziomym ruchu laminarnym) z natężeniem 1 cm³/s przypadającym na każdy cm² przekroju poprzecznego ośrodka przy różnicy ciśnień (lub równoważnego gradientu hydraulicznego) 1 atmosfery fizycznej przypadającej na 1 centymetr miąższości ośrodka:
{\displaystyle 1~{\mbox{darcy}}={\frac {[1({\mbox{cm}}^{3}/{\mbox{s}})/{\mbox{cm}}^{2}]\times 1{\mbox{cP}}}{1({\mbox{atm}})/{\mbox{cm}}}}.}
Jednostką tysiąc razy mniejszą niż darcy jest 1 milidarcy (1 mD)
{\displaystyle {\rm {1mD=10^{-3}D.}}}

## Wartości
Przepuszczalność piasków waha się pomiędzy 1D a kilkoma tysiącami D.
Przepuszczalność żwirów waha się pomiędzy tysiącami D a milionami D.
Przepuszczalność skał roponośnych wynosi od kilku do kilkuset milidarcy.
Przepuszczalność warstw trudnoprzepuszczalnych, np. niespękanego granitu, jest rzędu 10−4 mD.

## Konwersje
- Przeliczenie na jednostki SI:

1 D = 0,986923×10−12 m² = 0,986923 µm² {\displaystyle \approx } 1 µm².
1 mD = 0,986923×10−15 m² = 0,986923×10−3 µm² {\displaystyle \approx } 1 ×10−3 µm².
- Przeliczenie na współczynnik filtracji dla wody w temperaturze 20 °C:

1 D = 9,613 × 10−4 cm/s
1 mD = 9,613 × 10−7 cm/s

## Pochodzenie nazwy
Nazwa darcy pochodzi od nazwiska francuskiego inżyniera Henry Darcy, który podczas projektowania systemu fontann miejskich dla miasta Dijon w połowie XIX w. przeprowadził wszechstronne badania przepuszczalności warstw piasku dla wody. Stąd też użycie w definicji jednostki przepuszczalności dwóch współcześnie niestandardowych jednostek: atmosfery fizycznej (wyrażającej średnie ciśnienie powietrza na poziomie morza) i centypuaza (lepkość dynamiczna wody w temperaturze pokojowej wynosi niemal dokładnie 1 cP).